# Johan Leonard Belfrage
Johan Leonard Belfrage, född 4 november 1754, död 26 november 1820 på Malma, var en svensk generalmajor och godsägare.
Belfrage var bland annat ägare till ett godskomplex omfattande Malma säteri, Thamstorp, Hedåkers säteri och Anestorp i Västergötland.
Han var gift med friherrinnan Hedvig Charlotta von Köhler (1775–1829).